# Technika klaktońska

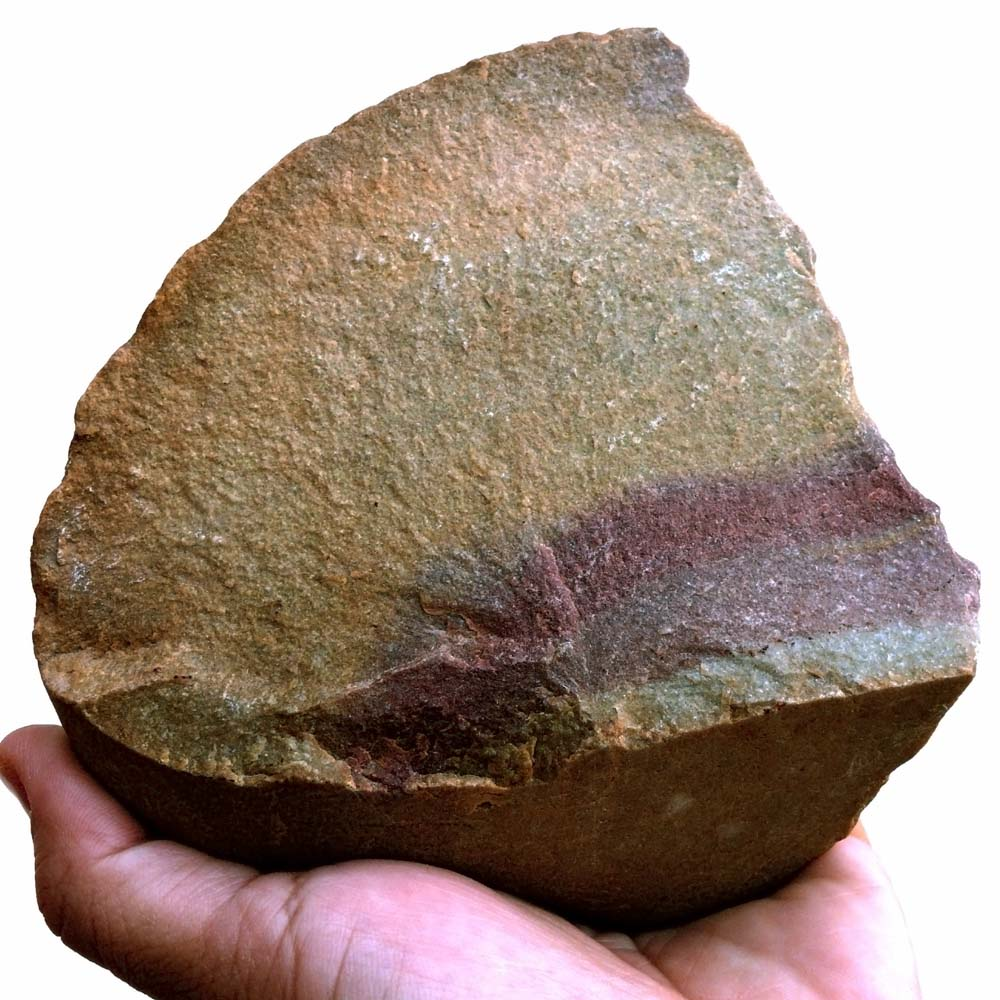
Przykład obróbki techniką klaktońską.

Technika klaktońska (technika twardego tłuka) – sposób uzyskiwania zdatnego do dalszej obróbki półsurowca odłupkowego (słupkowego) stanowiący charakterystyczną cechę kultury klaktońskiej, jednej z najstarszych kultur dolnego paleolitu. Jej nazwa pochodzi od stanowiska eponimicznego Clacton-on-Sea w Wielkiej Brytanii w hrabstwie Essex.
Technika ta była podstawową metodą pozyskania półsurowca słupkowego, średniego (do 5 cm) i dużego, o dużych masywnych piętkach, czyli fragmentach pięty (płaszczyzny uderzeń) na rdzeniu, tworzących z powierzchnią odbicia kąt rozwarty 110°-120° oraz o rozlewnym, dobrze wyrażonym sęczku, a niekiedy także stożku uderzenia (odbicia). Charakterystyczny dla tej techniki był brak zaprawy przygotowawczej przed eksploatacją rdzenia, w wyniku czego otrzymywano odłupki o niezbyt regularnym, przypadkowym kształcie.
Za piętę przyjmowano zwykle miejsce najbardziej równe na danym kamieniu i od tego miejsca odłupywano kilka odłupków, aż do momentu kiedy okazywało się, że więcej odbić się już nie da. Wówczas zmieniano orientacje rdzenia, czyli wybierano nową płaszczyznę, a tym samym przyjmowano nową podstawę dla rdzenia. Odłupki te miały na stronie górnej powierzchnię zewnętrzną surowiaka lub fragmenty negatywów odłupków poprzednio oddzielonych z tej samej pięty danego rdzenia, albo też posiadały oba te rodzaje powierzchni łącznie.